# Cymmer
Cymmer är en community i Storbritannien.   Den ligger i kommunen Rhondda Cynon Taf och riksdelen Wales, i den södra delen av landet, 230 km väster om huvudstaden London.
I communityn finns byarna Trehafod, Trebanog, Britannia, Glynfach och Cymmer.